# Metaphidippus tricolor
Metaphidippus tricolor är en spindelart som beskrevs av Chamberlin, Ivie 1941. Metaphidippus tricolor ingår i släktet Metaphidippus och familjen hoppspindlar. Inga underarter finns listade i Catalogue of Life.